# Sinutec - Dlouhý kopec
Sinutec - Dlouhý kopec este o arie protejată (arie specială de conservare — SAC, sit de importanță comunitară — SCI) din Republica Cehă întinsă pe o suprafață de 31,58 ha, integral pe uscat.

## Localizare
Centrul sitului Sinutec - Dlouhý kopec este situat la coordonatele 50°27′09″N 13°47′35″E / 50.4525°N 13.793056°E.

## Înființare
Situl Sinutec - Dlouhý kopec a fost declarat sit de importanță comunitară în aprilie 2005 pentru a proteja 1 specie de animale. Situl a fost protejat și ca arie specială de conservare în iulie 2012.

## Biodiversitate
Situată în ecoregiunea continentală, aria protejată nu include niciun habitat protejat.
La baza desemnării sitului se află o specie protejată de  nevertebrate: Euplagia quadripunctaria.